# (6617) Boethius
(6617) Boethius ist ein Asteroid des inneren Hauptgürtels, der am 25. März 1971 von dem niederländischen Astronomenehepaar Cornelis Johannes van Houten und Ingrid van Houten-Groeneveld entdeckt wurde. Die Entdeckung geschah im Rahmen der 1. Trojaner-Durchmusterung, bei der von Tom Gehrels mit dem 120-cm-Oschin-Schmidt-Teleskop des Palomar-Observatoriums aufgenommene Feldplatten an der Universität Leiden durchmustert wurden.
Der Asteroid wurde nach dem spätantiken römischen Gelehrten, Politiker, neuplatonischen Philosophen und Theologen Boethius (um 480/485-zwischen 524 und 526) benannt.